# Tetuán (Madrid)
Tetuán és un districte pertanyent a la vila de Madrid (Espanya) i organitzat administrativament en sis barris: Bellas Vistas (61), Cuatro Caminos (62), Castillejos (63), Almenara (64), Valdeacederas (65) i Berruguete (66). Té una superfície de 5,3881 kilòmetres quadrats i una població de 155.649 habitants.
El districte de Tetuán és molt heterogeni, tant arquitectònicament com socialment. S'hi poden trobar des de moderns gratacels, al complex AZCA, centre financer de Madrid, fins a petites cases de tipologia rural o semirural, herència del barri en els seus orígens, a la zona oest del districte. El carrer Bravo Murillo, antic carrer O'Donell en el seu primer tram des de la Glorieta de Cuatro Caminos, i antiga Carretera "Mala" de França, en el seu tram final, vertebra el districte, un dels més dinàmics i cosmopolites de la capital.

## Límits

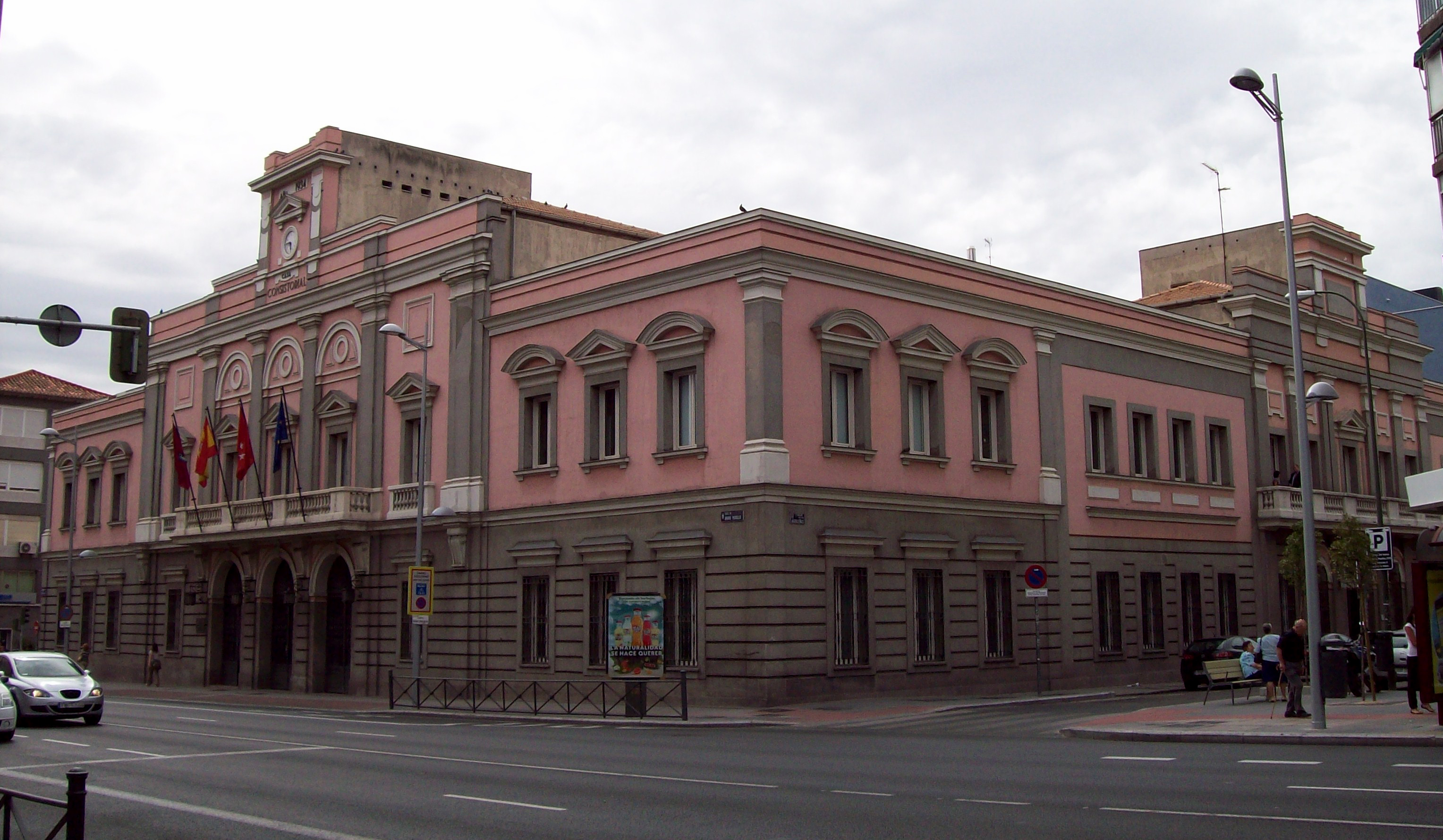
Junta Municipal de Tetuán (C/ Bravo Murillo, 357).

El districte queda limitat per les següents vies:
- Passeig de la Castellana: estableix el límit amb Chamartín.
- Avinguda de Monforte de Lemos: estableix el límit amb Fuencarral-El Pardo.
- Carrer de Sinesio Delgado: estableix el límit amb Fuencarral-El Pardo
- Camí del Chorrillo: estableix el límit amb Moncloa-Aravaca.
- Carrer de Villaamil: estableix el límit amb Moncloa-Aravaca
- Carrer de Ofelia Nieto: estableix el límit amb Moncloa-Aravaca
- Avinguda de Pablo Iglesias: estableix el límit amb Moncloa-Aravaca
- Avinguda de la Reina Victoria: estableix el límit amb Chamberí.
- Carrer de Raimundo Fernández Villaverde: estableix el límit amb Chamberí

## Població
La població que resideix a Tetuán, segons el padró d'1 de gener de 2002, és de 145.940 persones, concentrades especialment als barris de Cuatro Caminos i Bellas Vistas. El nivell socioeconòmic es determina com a mitjà-baix, amb un elevat nombre de població anciana, si bé aquesta característica general es contraposa a les zones d'Azca i Castillejos, amb nivells de renda molt per sobre de la mitjana del districte.
En termes tant absoluts com relatius, Tetuán és un dels districtes amb major població estrangera, entorn del 14 per cent de la seva població total. Els barris amb major nombre d'estrangers són Bellas Vistas (20%), Cuatro Caminos (13,38%) i Castillejos (13,25%).
Quant a l'origen de la població resident en el districte de Tetuán (segons dades del Padró Municipal d'Habitants de l'Ajuntament de Madrid de 2002), en primer lloc es troba el col·lectiu equatorià amb prop de deu mil representants. Seguidament el dominicà (1.727), el marroquí (1.640), el colombià (1.629), el filipí (1.166), i el peruà (1.097).

## Història
Els orígens del barri es remunten a la Guerra d'Àfrica, en 1860, quan l'exèrcit victoriós acampava en les deveses al nord de Madrid, pertanyents a Chamartín de la Rosa, mentre es preparava l'entrada triomfal a la capital, que mai va succeir. Al voltant del campament, que de provisional s'anava convertint en permanent, es van ser instal·lant comerciants i es va crear el barri conegut fins avui com «Tetuán de las Victorias» (per la ciutat marroquina de Tetuan, d'on tornaven els soldats participants en aquesta campanya).
La inauguració de la línia de metro Progreso - Cuatro Caminos l'any 1919, ampliada fins a Tetuán en 1929, va potenciar el desenvolupament del barri.
Aquest barri, que es trobava en el terme municipal de Chamartín de la Rosa, en la seva expansió cap al sud es va fondre amb l'anomenat raval de Cuatro Caminos i en 1948 va ser incorporat a Madrid juntament amb Chamartín, convertint-se en districte independent en la divisió de 1955 i mantenint-s'hi en posteriors divisions.

## Transports

### Rodalies Madrid
Una estació, Nuevos Ministerios, es troba en l'extrem sud-est del districte, i s'hi poden prendre trens de les línies C-2, C-3, C-4, C-7, C-8 i C-10.

### Metro de Madrid
La línia 1 és, des de 1929, la principal línia que vertebra el transport ferroviari d'aquest districte en discórrer sota el carrer Bravo Murillo. Té sis estacions que presten servei al districte: Plaza de Castilla, Valdeacederas, Tutuán, Estrecho, Alvarado i Cuatro Caminos.
La línia 2 dona servei a la part sud del districte amb la seva estació terminal, Cuatro Caminos.
La línia 6 també dona servei a la part sud en discórrer sota el carrer Raimundo Fernández de Villaverde. Té dues estacions que presten servei al districte: Nuevos Ministerios i Cuatro Caminos.
La línia 7 dona servei a la part oest del districte amb una sola estació sota l'Avinguda de Pablo Iglesias: Francos Rodríguez.
La línia 8 dona servei a l'extrem sud-est del districte amb una sola estació sota el Passeig de la Castellana: Nuevos Ministerios.
La línia 9 dona servei al nord del districte amb estacions sota l'Avinguda d'Asturias: Ventilla i Plaza de Castilla.
La línia 10 (abans línia 8) dona servei a la part aquest del districte en discórrer sota el Passeig de la Castellana. Té quatre estacions que presten servei al districte: Plaza de Castilla, Cuzco, Santiago Bernabeu i Nuevos Ministerios.

## Tetuán en la literatura
- Vicente Blasco Ibáñez va fer una descripció completa de Tetuán en la seva novel·la La horda (1905), en la que descriu els barris que s'aixecaven als voltants de la Carretera Mala de Francia.[1]
- La novel·la d'Óscar Esquivias Viene la noche (2007) també està ambientada en el barri.[2]